# Kanianka

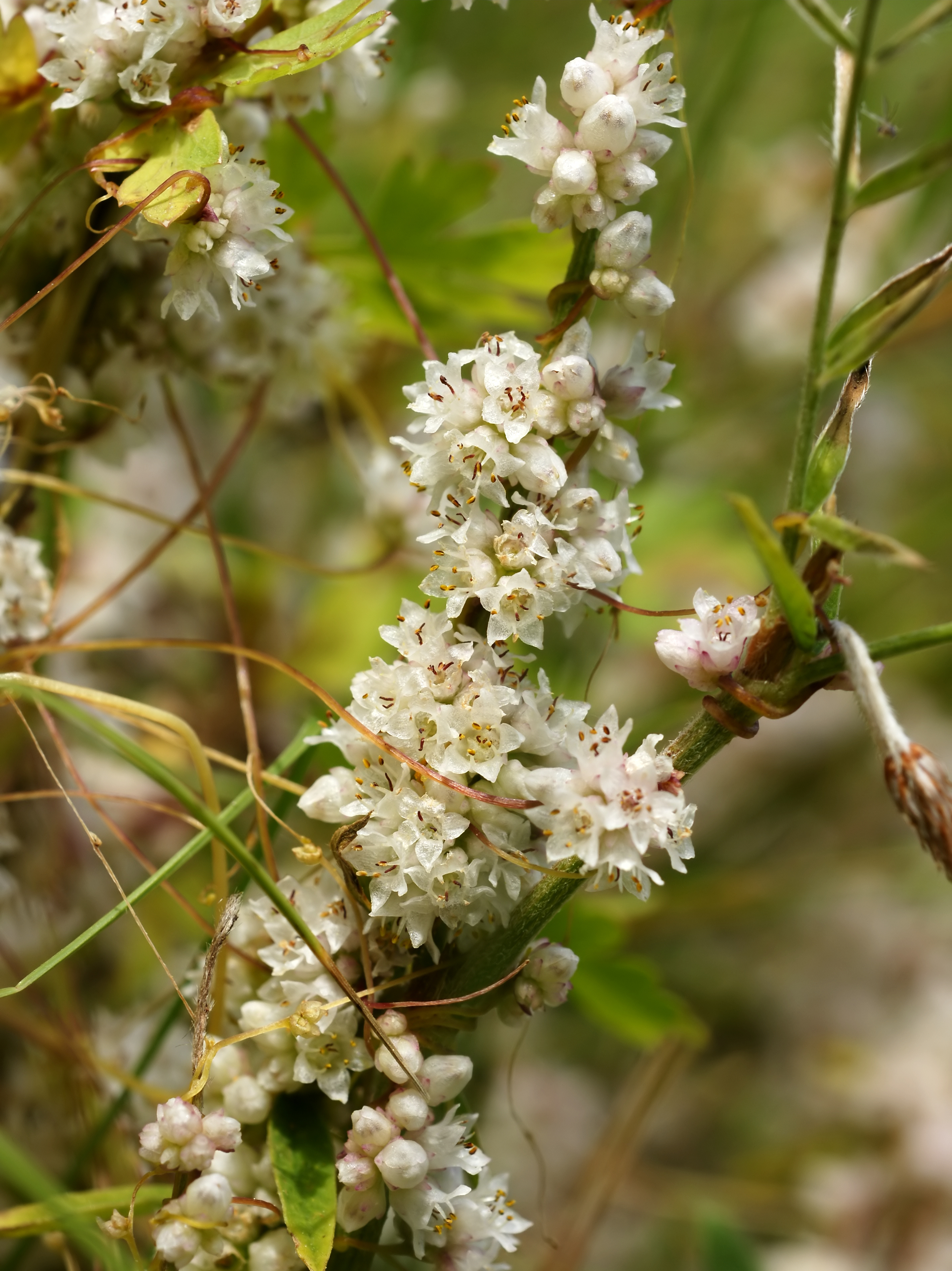
Kwitnąca kanianka pospolita

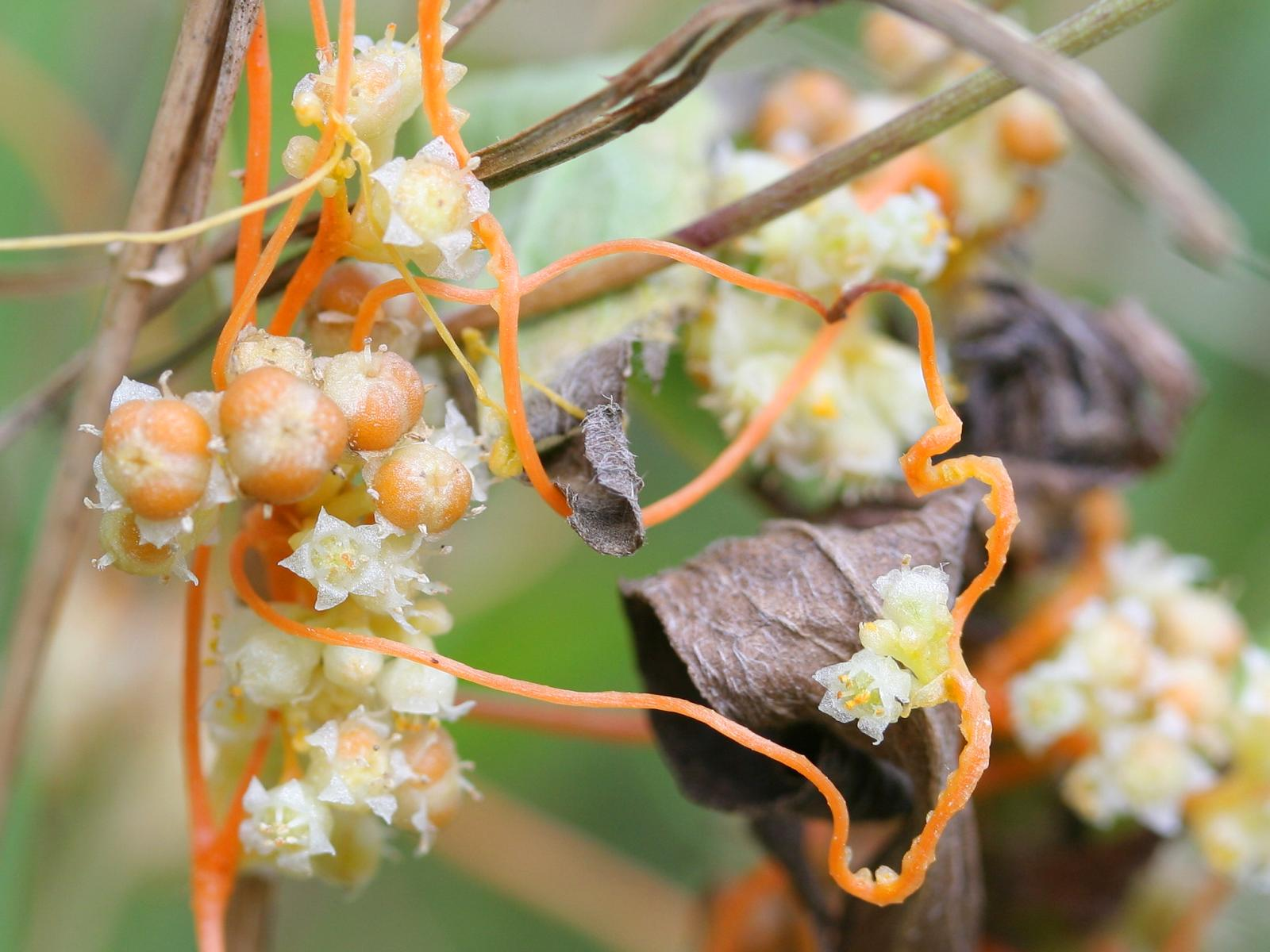
Kwiaty i owoce kanianki polnej

Kanianka (Cuscuta L.) – rodzaj roślin należący do rodziny powojowatych (Convolvulaceae). Obejmuje ponad 200 gatunków. Rodzaj jest kosmopolityczny. Trzy gatunki występują w Polsce jako rodzime, 7 dalszych zostało introdukowanych trwale lub przejściowo. Są to pnące, bezzieleniowe rośliny pasożytnicze. Niektóre uważane są za szkodliwe chwasty, chociaż szkody w uprawach i spadki plonów powodowały raczej w przeszłości – współcześnie są kontrolowane, ewentualnie stwarzają nadal problemy w strefie międzyzwrotnikowej. C. chinensis wykorzystywana jest jako roślina lecznicza. 

## Rozmieszczenie geograficzne

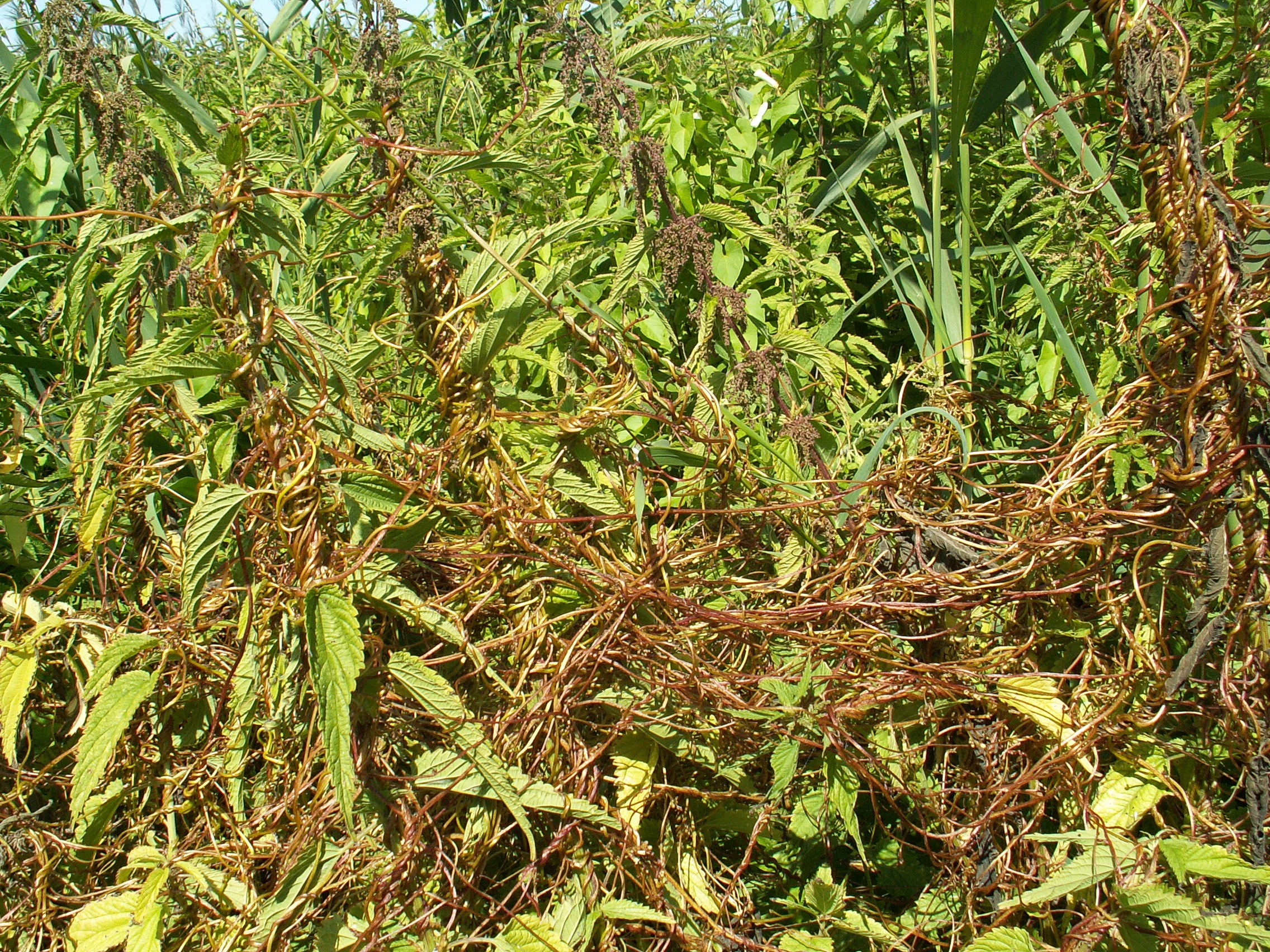
Kanianka wielka

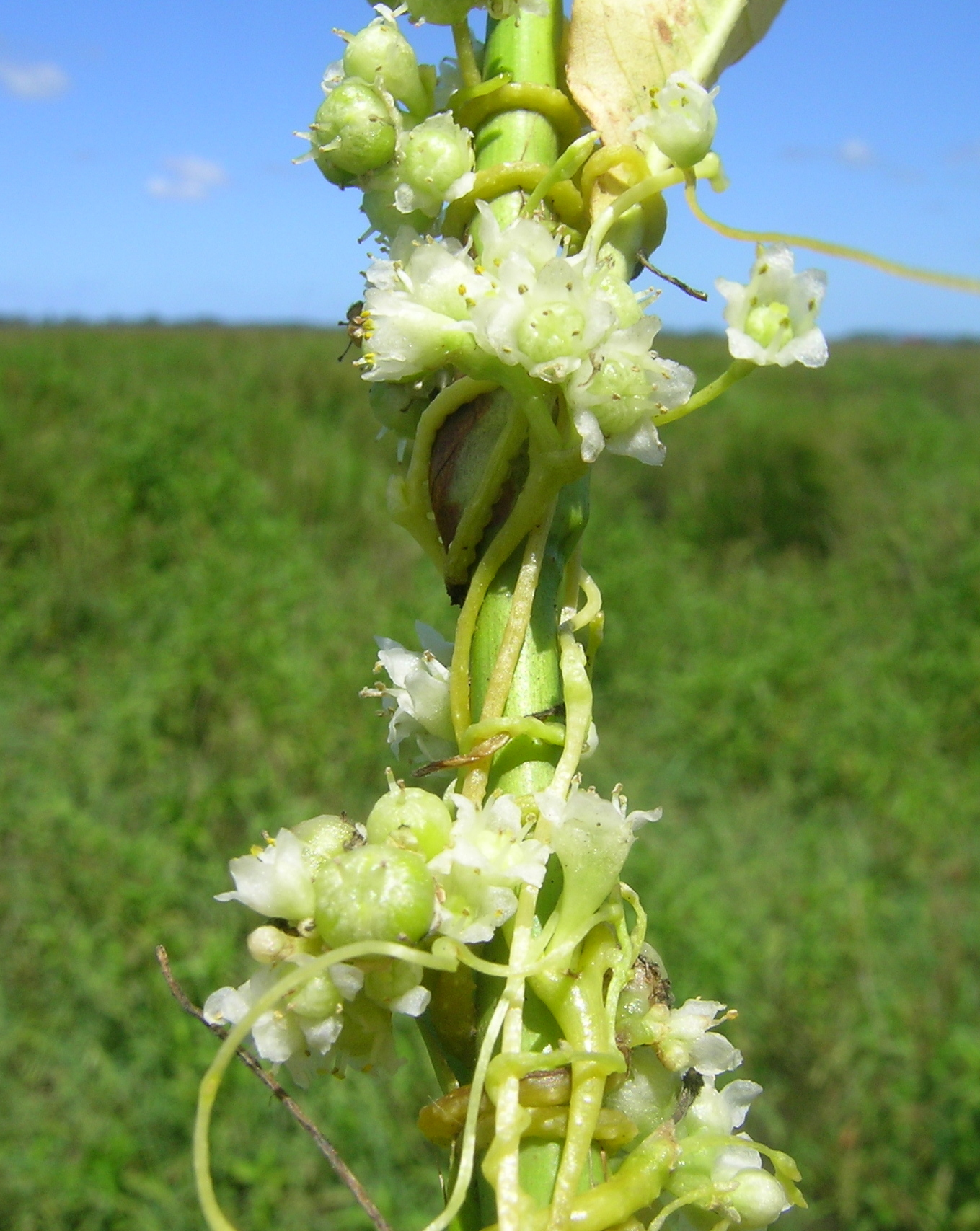
Kwitnąca kanianka południowa

Większość gatunków występuje w Ameryce Północnej i Południowej, pozostałe w Europie (17 gatunków) i Azji (w tym w Chinach 11 gatunków).
Gatunki flory Polski
Po nazwie naukowej według listy krajowej, podane zostało ujęcie systematyczne według Plants of the World online (jeśli jest odmienne)
- kanianka amerykańska Cuscuta gronovii Willd. ex Schult. – efemerofit
- kanianka kielichowata Cuscuta cesatiana Bertol. ≡ Cuscuta australis var. cesatiana (Bertol.) Yunck. – efemerofit
- kanianka koniczynowa Cuscuta trifolii Bab. & Gibson ≡ Cuscuta epithymum subsp. epithymum – antropofit zadomowiony
- kanianka lnowa Cuscuta epilinum Weihe ex Boenn. – antropofit wymarły
- kanianka macierzankowa Cuscuta epithymum L.
- kanianka polna Cuscuta campestris Yunck. – antropofit zadomowiony
- kanianka południowa Cuscuta australis R. Br. – efemerofit
- kanianka pospolita, kanianka europejska Cuscuta europaea L.
- kanianka wielka Cuscuta lupuliformis Krock.
- kanianka wonna Cuscuta suaveolens Ser. – efemerofit

## Morfologia

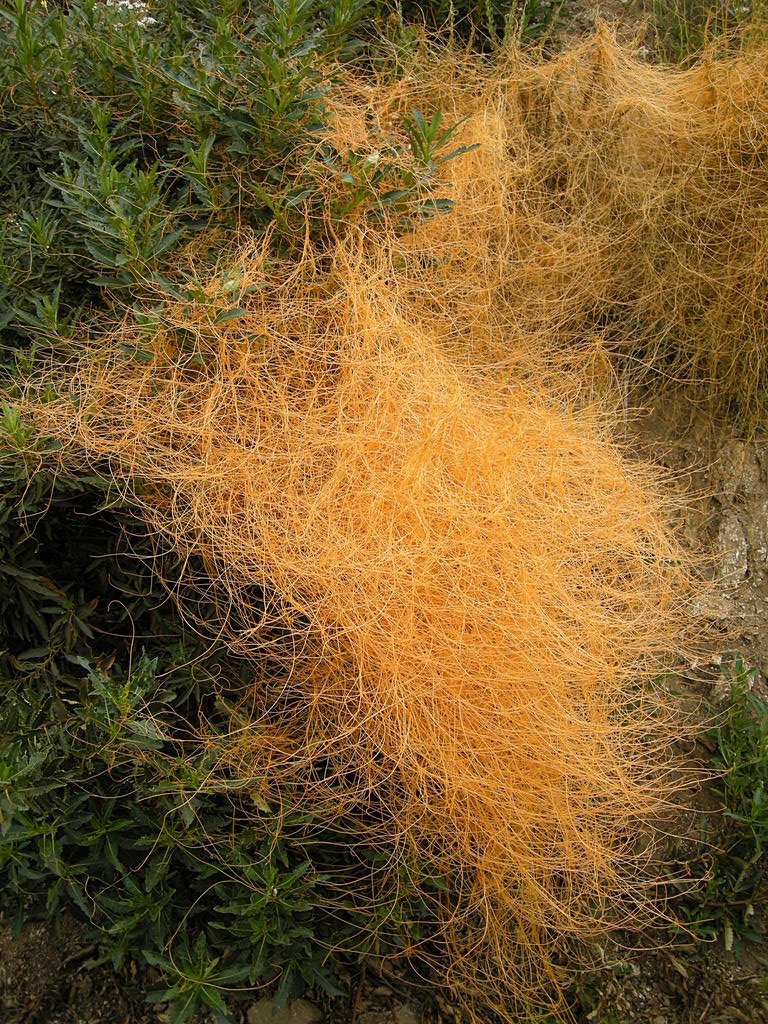
Cuscuta californica

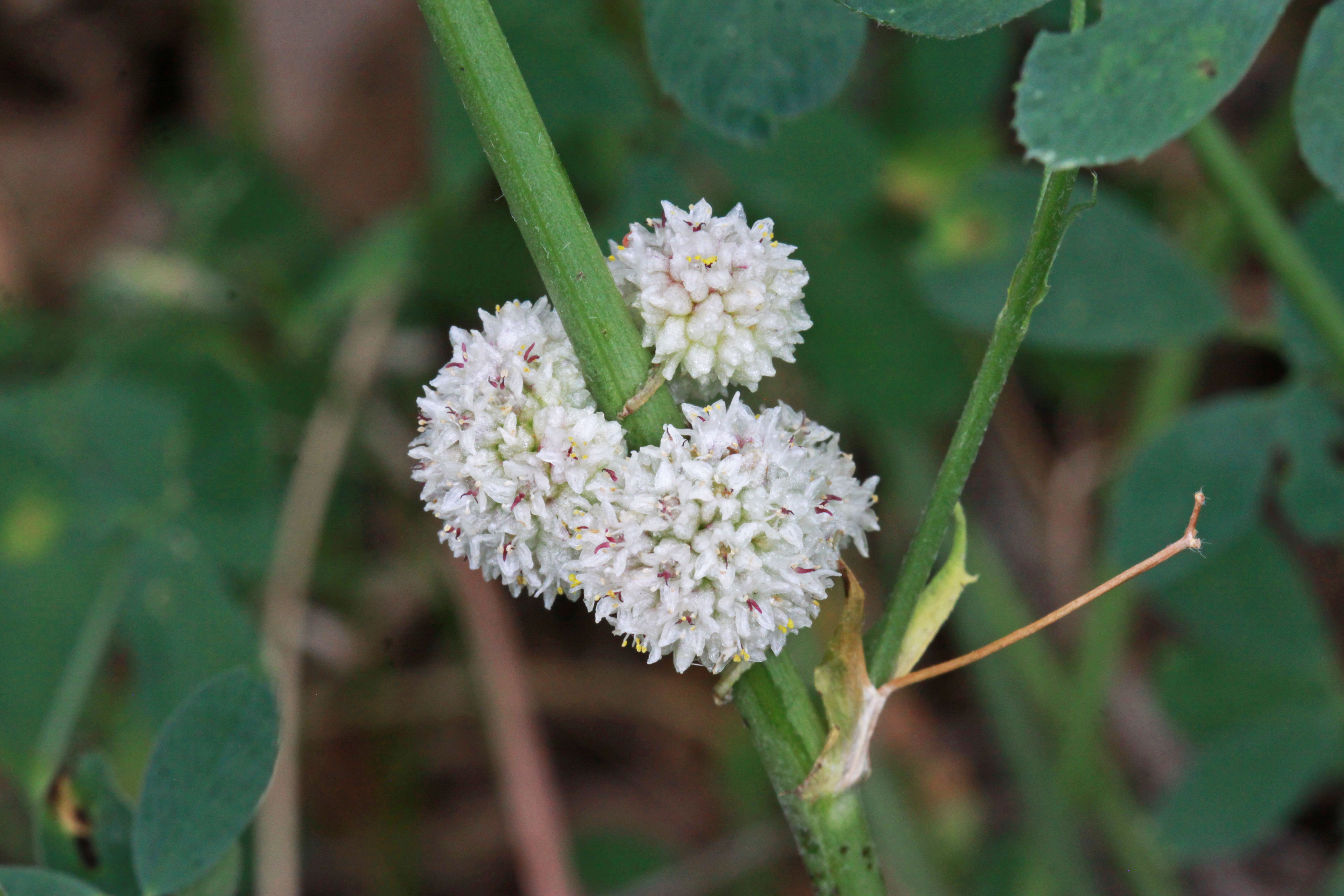
Kwiatostany Cuscuta approximata

PokrójPnące rośliny zielne o pędach zakorzenionych tylko krótkotrwale, owijających się wokół podpór, w tym żywicieli, do których przymocowują się za pomocą ssawek (haustoriów) i którymi pobierają od nich substancje odżywcze. Pędy kanianek są cienkie, zwykle jaskrawo zabarwione, żółto i czerwono, nagie i osiągają czasem znaczną długość (u gatunku z Kostaryki do 500 m długości).
LiścieSilnie zredukowane do małych, niezielonych łusek.
KwiatyDrobne, krótkoszypułkowe lub siedzące, zebrane w gęste, kulistawe pęczki, w grona, kłosy i wierzchotki. Kwiaty są promieniste, obupłciowe, 4- i 5-krotne. Działki kielicha są wolne lub zrośnięte tylko u nasady. Korona ma kształt kulisty, urnowaty, rurkowaty lub dzwonkowaty, wewnątrz z frędzlowatymi lub ząbkowanymi łuskami u nasady rurki. Pręcików jest tyle ile łatek korony – umieszczone są względem nich przemiennie. Zalążnia jest dwukomorowa, z dwoma zalążkami w każdej z komór. Słupki w liczbie jednego lub dwóch, zawsze jednak z dwoma znamionami, choć czasem złączonymi.
OwoceKulistawe lub jajowate, suche lub nieco mięsiste torebki zawierające od 1 do 4 nasion.

## Biologia

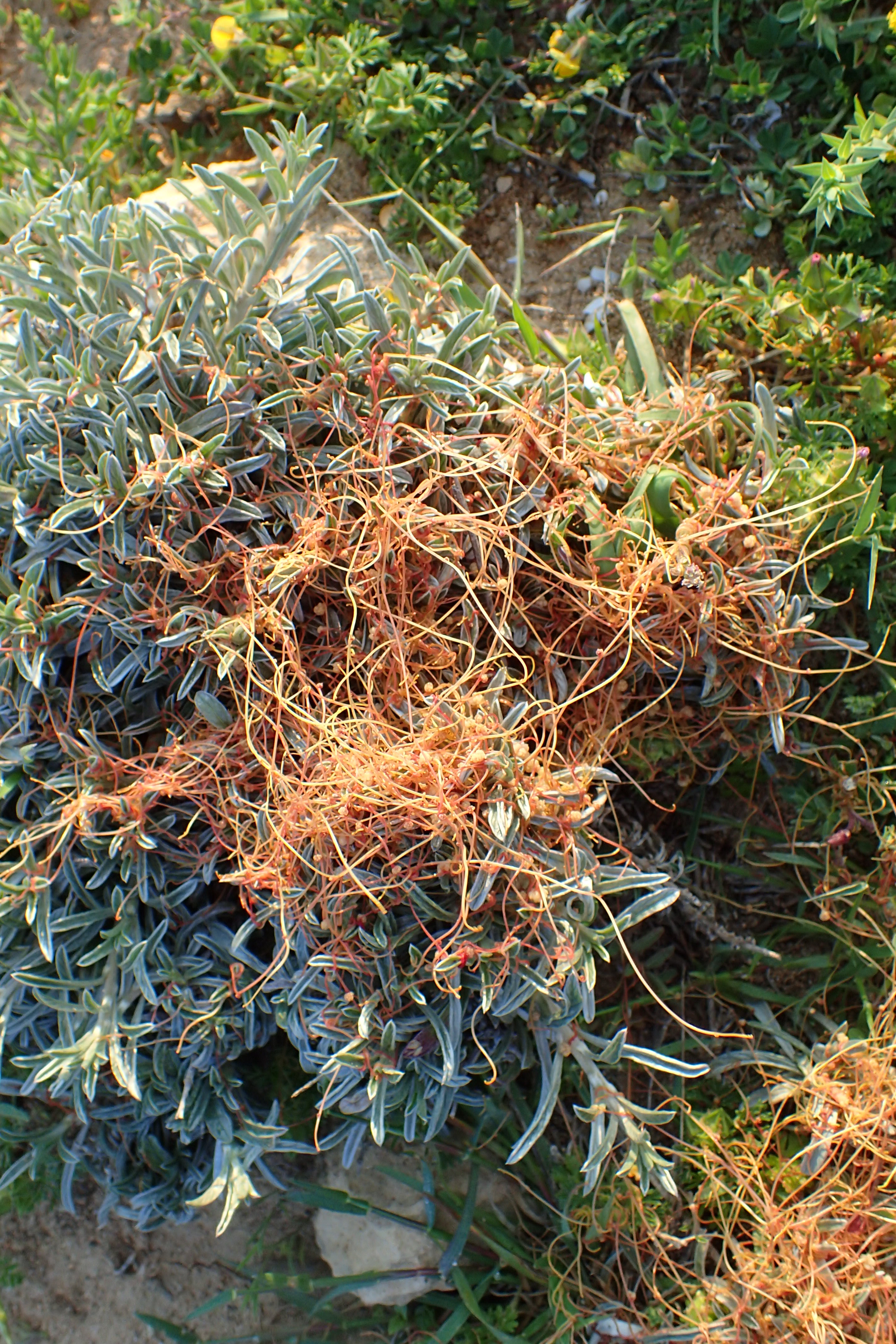
Cuscuta palaestina

Rośliny jednoroczne, rzadziej wieloletnie. Pasożytnicze niemal bezzieleniowe. Owijają się dookoła roślin żywicielskich, z których czerpią wodę i związki organiczne za pomocą ssawek wyrastających z łodygi. Ssawki wrastają do wiązek przewodzących rośliny żywicielskiej.

## Systematyka
Pozycja systematyczna

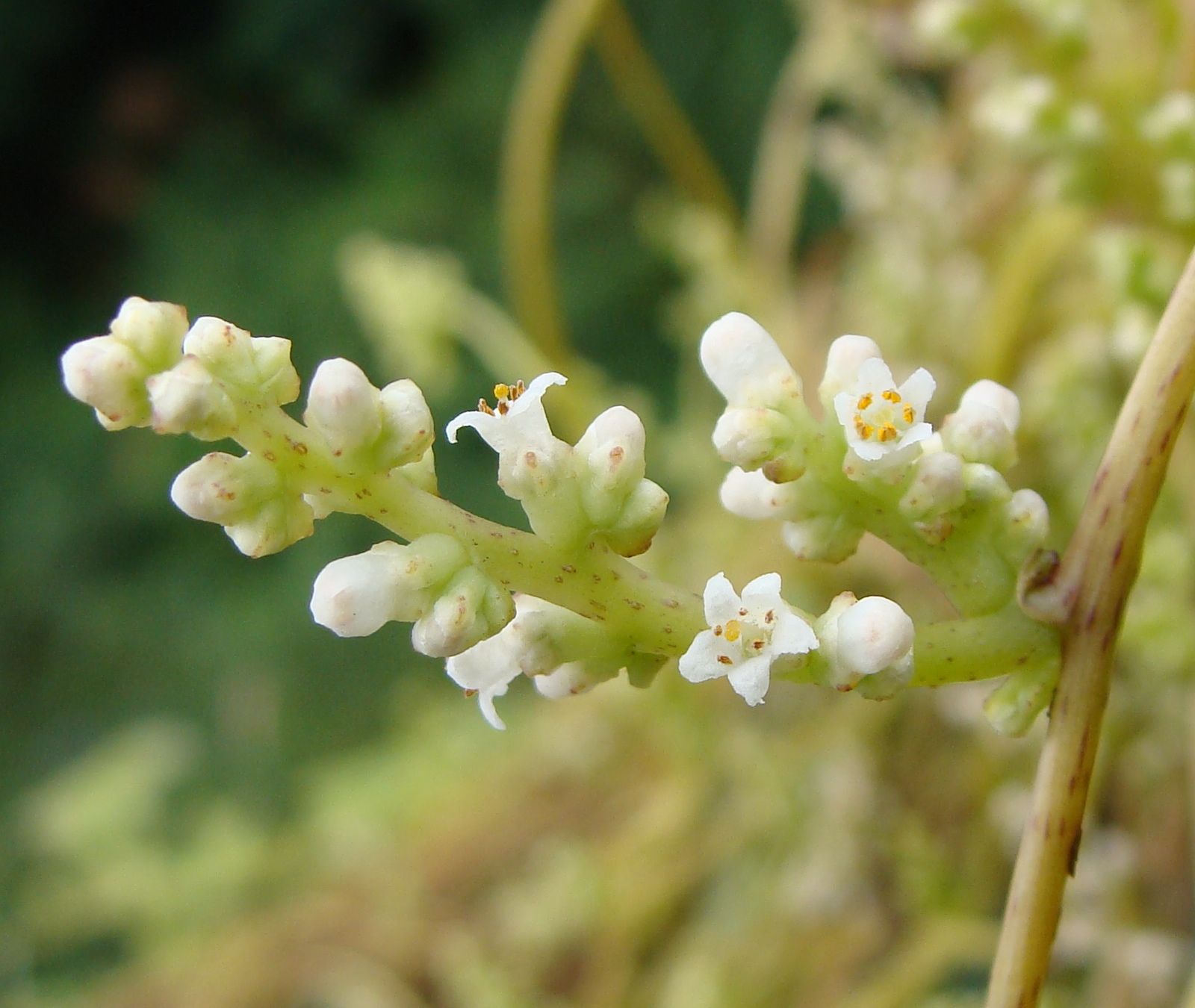
Kwiatostan Cuscuta japonica

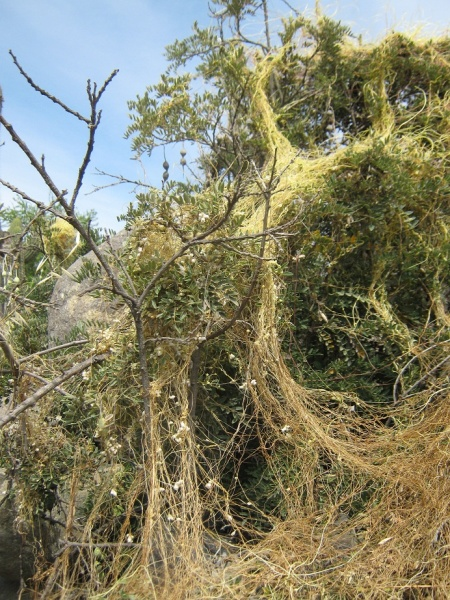
Cuscuta chilensis

Jedyny rodzaj w monotypowym plemieniu Cuscuteae wchodzącym w skład rodziny powojowatych (Convolvulaceae).
Wykaz gatunków 
- Cuscuta abyssinica A.Rich.
- Cuscuta acuta Engelm.
- Cuscuta acutiloba Engelm.
- Cuscuta africana Willd.
- Cuscuta alata Brandegee
- Cuscuta alataloba Yunck.
- Cuscuta americana L.
- Cuscuta andina Phil.
- Cuscuta angulata Engelm.
- Cuscuta appendiculata Engelm.
- Cuscuta approximata Bab.
- Cuscuta argentinana Yunck.
- Cuscuta atrans Feinbrun
- Cuscuta australis R.Br. – kanianka południowa
- Cuscuta azteca Costea & M.A.R.Wright
- Cuscuta babylonica Aucher ex Choisy
- Cuscuta balansae Boiss. & Reut. ex Yunck.
- Cuscuta basarabica Buia
- Cuscuta bella Yunck.
- Cuscuta bifurcata Yunck.
- Cuscuta blepharolepis Welw. ex Hiern
- Cuscuta boldinghii Urb.
- Cuscuta boliviana Yunck.
- Cuscuta bonafortunae Costea & I.García
- Cuscuta brachycalyx (Yunck.) Yunck.
- Cuscuta bracteata Engelm.
- Cuscuta brevistyla A.Braun ex A.Rich.
- Cuscuta bucharica Palib.
- Cuscuta burrellii Yunck.
- Cuscuta californica Hook. & Arn.
- Cuscuta callinema Butkov
- Cuscuta camelorum Pavlov
- Cuscuta campestris Yunck. – kanianka polna
- Cuscuta capitata Roxb.
- Cuscuta carnosa Costea & I.García
- Cuscuta cassytoides Nees ex Engelm.
- Cuscuta castroviejoi M.A.García
- Cuscuta ceanothi Behr
- Cuscuta cephalanthi Engelm.
- Cuscuta chapalana Yunck.
- Cuscuta chilensis Ker Gawl.
- Cuscuta chinensis Lam.
- Cuscuta chittagongensis Sengupta, M.S.Khan & Huq
- Cuscuta choisiana Yunck.
- Cuscuta cockerellii Yunck.
- Cuscuta colombiana Yunck.
- Cuscuta compacta Juss. ex Choisy
- Cuscuta convallariiflora Pavlov
- Cuscuta corniculata Engelm.
- Cuscuta coryli Engelm.
- Cuscuta corymbosa Ruiz & Pav.
- Cuscuta costaricensis Yunck.
- Cuscuta cotijana Costea & I.García
- Cuscuta cozumeliensis Yunck.
- Cuscuta cristata Engelm.
- Cuscuta cuspidata Engelm. & A.Gray
- Cuscuta decipiens Yunck.
- Cuscuta deltoidea Yunck.
- Cuscuta dentatasquamata Yunck.
- Cuscuta denticulata Engelm.
- Cuscuta desmouliniana Yunck.
- Cuscuta difficilis Stefanovic & Costea
- Cuscuta draconella Costea & M.A.R.Wright
- Cuscuta durangana Yunck.
- Cuscuta elpassiana Pavlov
- Cuscuta epilinum Weihe – kanianka lnowa
- Cuscuta epithymum (L.) L. – kanianka macierzankowa
- Cuscuta erosa Yunck.
- Cuscuta europaea L. – kanianka pospolita
- Cuscuta exaltata Engelm.
- Cuscuta ferganensis Butkov
- Cuscuta flossdorfii Hicken
- Cuscuta foetida Kunth
- Cuscuta friesii Yunck.
- Cuscuta gennesaretana Sroëlov ex Feinbr. & S.Taub
- Cuscuta gerrardii Baker
- Cuscuta gigantea Griff.
- Cuscuta glabrior (Engelm.) Yunck.
- Cuscuta globiflora Engelm.
- Cuscuta globosa Ridl.
- Cuscuta globulosa Benth.
- Cuscuta glomerata Choisy
- Cuscuta goyaziana Yunck.
- Cuscuta gracillima Engelm.
- Cuscuta grandiflora Kunth
- Cuscuta gronovii Willd. ex Schult. – kanianka amerykańska
- Cuscuta gymnocarpa Engelm.
- Cuscuta harperi Small
- Cuscuta haughtii Yunck.
- Cuscuta haussknechtii Yunck.
- Cuscuta hitchcockii Yunck.
- Cuscuta howelliana P.Rubtzov
- Cuscuta hyalina Roth
- Cuscuta iguanella Costea & I.García
- Cuscuta incurvata Progel
- Cuscuta indecora Choisy
- Cuscuta insolita Costea & I.García
- Cuscuta insquamata Yunck.
- Cuscuta jalapensis Schltdl.
- Cuscuta janarthanamii Kolte, A.Deshp. & Kambale
- Cuscuta japonica Choisy
- Cuscuta jepsonii Yunck.
- Cuscuta karatavica Pavlov
- Cuscuta kilimanjari Oliv.
- Cuscuta kotschyana Boiss.
- Cuscuta krishnae Udayan & Robi
- Cuscuta kurdica Engelm.
- Cuscuta lacerata Yunck.
- Cuscuta legitima Costea & M.A.R.Wright
- Cuscuta lehmanniana Bunge
- Cuscuta leptantha Engelm.
- Cuscuta letourneuxii Trab.
- Cuscuta liliputana Costea & M.A.R.Wright
- Cuscuta lindsayi Wiggins
- Cuscuta longiloba Yunck.
- Cuscuta lophosepala Butkov
- Cuscuta lucidicarpa Yunck.
- Cuscuta lupuliformis Krock. – kanianka wielka
- Cuscuta macrocephala Schaffner ex Yuncker
- Cuscuta macrolepis R.C.Fang & S.H.Huang
- Cuscuta macvaughii Yunck.
- Cuscuta maroccana Trab.
- Cuscuta membranacea Yunck.
- Cuscuta mesatlantica Dobignard
- Cuscuta mexicana Yunck.
- Cuscuta micrantha Choisy
- Cuscuta microstyla Engelm.
- Cuscuta mitriformis Engelm. ex Hemsl.
- Cuscuta modesta Costea & M.A.R.Wright
- Cuscuta monogyna Vahl
- Cuscuta montana Costea & M.A.R.Wright
- Cuscuta natalensis Baker
- Cuscuta nevadensis I.M.Johnst.
- Cuscuta nitida E.Mey. ex Choisy
- Cuscuta nivea M.A.García
- Cuscuta obtusata (Engelm.) Trab.
- Cuscuta obtusiflora Kunth
- Cuscuta occidentalis Millsp.
- Cuscuta odontolepis Engelm.
- Cuscuta odorata Ruiz & Pav.
- Cuscuta orbiculata Yunck.
- Cuscuta ortegana Yunck.
- Cuscuta pacifica Costea & M.A.R.Wright
- Cuscuta paitana Yunck.
- Cuscuta palaestina Boiss.
- Cuscuta palustris Yunck.
- Cuscuta pamirica Butkov
- Cuscuta parodiana Yunck.
- Cuscuta partita Choisy
- Cuscuta parviflora Engelm.
- Cuscuta pauciflora Phil.
- Cuscuta pedicellata Ledeb.
- Cuscuta pellucida Butkov
- Cuscuta pentagona Engelm.
- Cuscuta peruviana Yunck.
- Cuscuta planiflora Ten.
- Cuscuta plattensis A.Nelson
- Cuscuta platyloba Progel
- Cuscuta polyanthemos Schaffner ex Yuncker
- Cuscuta polygonorum Engelm.
- Cuscuta potosina Schaffner ex S.Watson
- Cuscuta prismatica Pav. ex Choisy
- Cuscuta psorothamnensis Stefanovic, M.A.García & Costea
- Cuscuta pulchella Engelm.
- Cuscuta punana Costea & M.A.R.Wright
- Cuscuta purpurata Phil.
- Cuscuta purpusii Yunck.
- Cuscuta pusilla Phil. ex Yunck.
- Cuscuta racemosa Mart.
- Cuscuta rausii M.A.García
- Cuscuta reflexa Roxb.
- Cuscuta rojasii Hunz.
- Cuscuta rostrata Shuttlew. ex Engelm. & A.Gray
- Cuscuta rostricarpa Yunck.
- Cuscuta rotundiflora Hunz.
- Cuscuta rubella Yunck.
- Cuscuta rugosiceps Yunck.
- Cuscuta runyonii Yunck.
- Cuscuta ruschanica Yunusov
- Cuscuta rustica Hunz.
- Cuscuta salina Engelm.
- Cuscuta sandwichiana Choisy
- Cuscuta santapaui Banerji & S.Das
- Cuscuta scandens Brot.
- Cuscuta schlechteri Yunck.
- Cuscuta serrata Yunck.
- Cuscuta sharmanum Mukerjee & P.K.Bhattach.
- Cuscuta sidarum Liebm.
- Cuscuta somaliensis Yunck.
- Cuscuta squamata Engelm.
- Cuscuta stenocalycina Palib.
- Cuscuta stenolepis Engelm.
- Cuscuta strobilacea Liebm.
- Cuscuta suaveolens Ser. – kanianka wonna
- Cuscuta suksdorfii Yunck.
- Cuscuta syrtorum Arbajeva
- Cuscuta taimensis P.P.A.Ferreira & Dettke
- Cuscuta tasmanica Engelm.
- Cuscuta tatei Yunck.
- Cuscuta timida Costea & M.A.R.Wright
- Cuscuta timorensis Decne. ex Engelm.
- Cuscuta tinctoria Mart. ex Engelm.
- Cuscuta tolteca Costea & M.A.R.Wright
- Cuscuta triumvirati Lange
- Cuscuta tuberculata Brandegee
- Cuscuta umbellata Kunth
- Cuscuta umbrosa Beyr. ex Hook.
- Cuscuta vandevenderi Costea & M.A.R.Wright
- Cuscuta veatchii Brandegee
- Cuscuta victoriana Yunck.
- Cuscuta violacea Rajput & Syeda
- Cuscuta volcanica Costea & I.García
- Cuscuta warneri Yunck.
- Cuscuta werdermannii Hunz.
- Cuscuta woodsonii Yunck.
- Cuscuta xanthochortos Mart. ex Engelm.
- Cuscuta yucatana Yunck.
- Cuscuta yunckeriana Hunz.